# I Musici
I Musici (älteres Italienisch für „Die Musiker“) sind ein italienisches Kammerorchester. In einigen Ländern Mitteleuropas (vor allem in Deutschland und Österreich) treten sie auch unter dem Namen I Musici di Roma auf.

## Geschichte
Das Ensemble I Musici wurde 1951 in Rom von Studenten der Accademia Nazionale di Santa Cecilia unter Leitung ihres Professors Rémy Principe gegründet. Es besteht aus 11 Streichern (6 Violinen, 2 Violen, 2 Celli, Kontrabass) und einem Cembalisten und spielt ohne Dirigenten. Eine gewisse Leitungsfunktion hat der jeweilige erste Violinist inne (1958–67 Félix Ayo, 1967–72 Roberto Michelucci, 1972–77 Salvatore Accardo, 1977–86 Pina Carmirelli, 1986–92 Federico Agostini, 1992–2003 Mariana Sîrbu, 2003–10 Antonio Salvatore, 2010–19 Antonio Anselmi, seit 2019 Marco Fiorini).
Ihr Debütkonzert gaben I Musici am 30. März 1952 in Rom. Der große Erfolg – zu den Bewunderern des Ensembles gehörte u. a. Arturo Toscanini – machte sie bald allgemein bekannt, und es folgten Konzertreisen durch Europa, Nord-, Mittel- und Südamerika, Südafrika, Australien und Japan. Bis 1977 blieb das Ensemble unverändert; seither wurden alle Musiker nach und nach ausgewechselt. Das am längsten aktive Gründungsmitglied war der Kontrabassist Lucio Buccarella.

## Repertoire
I Musici trugen wesentlich zur Wiederentdeckung italienischer Barockkomponisten wie Albinoni, Bononcini, Corelli, Geminiani, Locatelli, Scarlatti, Torelli und Vivaldi bei. Besonders bekannt wurden sie durch ihre Interpretation der Vier Jahreszeiten von Vivaldi, die sie seit 1955 achtmal auf Schallplatte bzw. CD aufnahmen. Viele ihrer Schallplattenaufnahmen wurden mit Preisen ausgezeichnet.
Zum Repertoire von I Musici gehören daneben auch Werke des 20. Jahrhunderts, z. B. von Barber, Bartók, Britten, Hindemith, Martin oder Respighi.

## Stil
Der Musizierstil von I Musici ist durch Straffheit und Brillanz gekennzeichnet. Der historischen Aufführungspraxis standen sie lange Zeit skeptisch gegenüber, da sie darin die Gefahr des „akademischen Dogmatismus“ oder gar des „Fetischismus“ sahen; dies brachte ihnen ab den 1990er Jahren einen spürbaren Popularitäts- und Ansehensverlust ein (zwischen 1999 und 2006 erschienen keine neuen CDs von ihnen). Inzwischen nehmen sie verstärkt auch Erkenntnisse der historischen Aufführungspraxis in ihr Spiel auf.